# Eobalaenoptera
Eobalaenoptera harrisoni
Genre
Espèce

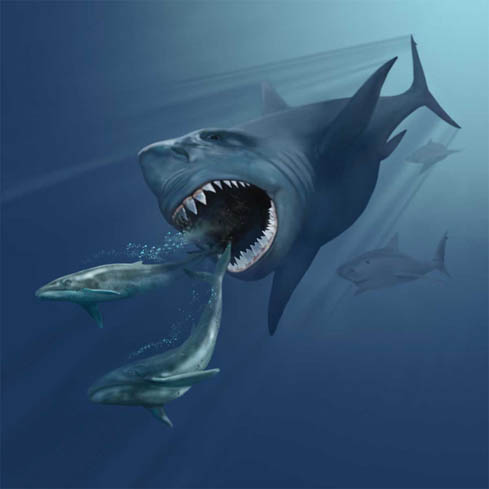
Représentation artistique de deux Eobalaenoptera poursuivis par le requin géant Mégalodon.

Eobalaenoptera est un genre fossile de baleines. Ses restes fossiles ont été découverts en 1990 dans le comté de Caroline (Virginie) par des chercheurs du Muséum d'histoire naturelle de Virginie (États-Unis) dans la « formation de Calvert » datée du Miocène moyen.
Le squelette de 11 mètres s'est avéré avoir des caractéristiques morphologiques similaires à celles d'un clade de baleine consistant en deux familles, Balaenopteridae (rorquals) et Eschrichtiidae (une famille avec une seule espèce actuellement vivante, la Baleine grise).
Une seule espèce est rattachée au genre, Eobalaenoptera harrisoni.
L'âge du squelette est estimé à 14 Ma (millions d'années), faisant de cette espèce la plus ancienne connue pour ce clade, repoussant les dates de trois à cinq millions d'années. Il a aussi réduit considérablement l'écart entre le plus ancien fossile connu et la période de divergence du clade par rapport aux autres baleines. Des études moléculaires[Lesquelles ?] ont fixé cette divergence à 25 Ma.

## Étymologie
Le nom du genre, « Eobalaenoptera », reflète la similarité entre ce squelette et les espèces du genre Balaenoptera, telles que la Baleine de Minke ; « eo » est un préfixe qui signifie « aube ». L'espèce est nommée d'après Carter Harrison, un bénévole du Muséum d'histoire naturelle de Virginie.

## Publication originale
- (en) Alton C. Dooley Jr, Nicholas C. Fraser et Zhe-Xi Luo, « The earliest known member of the rorqual—gray whale clade (Mammalia, Cetacea) », Journal of Vertebrate Paleontology, SVP et Taylor & Francis, vol. 24, no 2,‎ 11 juin 2004, p. 453-463 (ISSN 0272-4634 et 1937-2809, OCLC 238100068, DOI 10.1671/2401, lire en ligne).